# Zechsches Haus

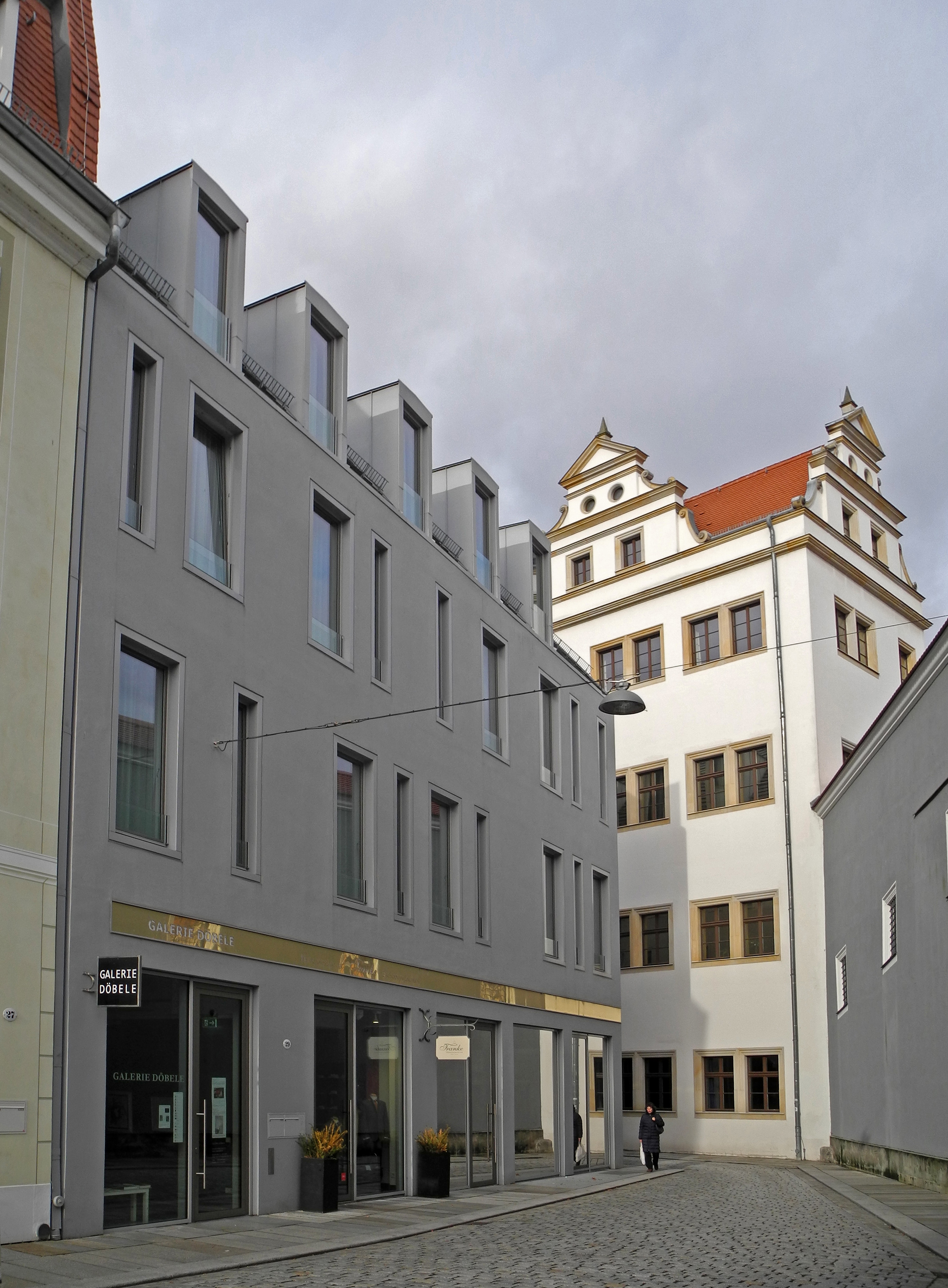
Neubau von 2012 am Standort des ehem. Zechschen Hauses, geradezu das rekonstruierte Kanzleihaus (namensgebend für das Kanzleigäßchen)

Das Zechsche Haus in der Schössergasse 27 (jetzt Schössergasse 29) in Dresden zählte zu einer Reihe von Adelshäusern in der Umgebung des Dresdner Residenzschlosses. Das zweigeschossige Eckhaus zum Kanzleigäßchen entstand Ende des 16. Jahrhunderts und hatte vier manieristische Giebel. Um 1660 wurden im Eckraum des ersten Obergeschosses die herkömmlichen Balkendecken für Herzog August von Sachsen-Weißenfels durch Stuckdecken ersetzt. Die Stuckdecke galt laut Fritz Löffler als eine „besonders kostbare Arbeit italienischer Kunstler“. Die Arbeit stammt laut Löffler vermutlich von Gabriel Minetti, einem kursächsischen obersten Stuckatur-Kunstmeister, der um 1680 auch die Stuckarbeiten im Innern des Palais im Großen Garten gestaltete. 
Seit 1702 gehörte das Haus dem Geheimen Rat Bernhard Zech, 1737 gelangte es in den Besitz des kursächsischen Hofes. Als Verwaltungsgebäude wurde es nunmehr als Berggemach, Finanzarchiv und Forstrentamt genutzt. Im Zweiten Weltkrieg wurde das Gebäude zerstört. Die ursprünglich geplante Wiederherstellung als ein Leitbau im Quartier VIII im Rahmen des Wiederaufbaus am Dresdner Neumarkt konnte aus brandschutztechnischen Gründen nicht realisiert werden.